# دير ماربقطر بنقادة
دير الشهيد العظيم ماربقطر بن رومانوس بحاجر اسمنت بنقادة  ويُعرف مُختصراً باسم دير ماربقطر، هو دير قبطي أرثوذكسي يقع بالحاجز الغربي بجبل بشلاو بحاجر غرب قرية الأوسط قمولا بنقادة علي ربوة ترتفع 10 متر عن سطح الأرض المجاورة لها. بجوار دير مارجرجس المجمع بنحو 2 كم ويبعد 12 كم جنوب مدينة نقادة – محافظة قنا والي الشمال من قرية اسمنت بمركز نقادة ويعرف تاريخيا بكنيسة الشهيد الكريم ماربقطر بن رومانوس أو " دير الكولة "بجبل بشواو وهو من الاديرة العريقة ببرية الأساس بنقادة. يعود تاسيسة للقرن الرابع الميلادي. عاش فيه بعض النساك القديسين منهم : القديس الانبا ايلياس والقديس الانبا يوساب والأب بداسيوس وبالإضافة الي القديس الانبا بيسنتاؤس.

## وصلات خارجية
- دير الشهيد العظيم ماربقطر بنقادة. موقع الانبا تكلا هيمانوت (دير القديس الأنبا بقطر القبطي الأرثوذكسي، نقادة، قنا، مصر).
- دير الشهيد العظيم ماربقطر بنقادة. موقع الوطن ( صور.. أهم المعلومات عن أديرة نقادة التاريخية التي تم ترميمها).
- دير الشهيد العظيم ماربقطر بنقادة. موقع موسوعة تاريخ أقباط مصر ( دير ماربقطر بن رومانوس غرب نقادة قنا).